# باري ماثر
باري ماثر (بالإنجليزية: Barry Mather)‏ (و. 1909 – 1982 م) هو سياسي، من كندا، كان عضوًا في الحزب الديمقراطي الجديد، توفي عن عمر يناهز 73 عاماً بسبب نوبة قلبية.

## مناصب
تولى منصب عضو مجلس العموم الكندي.